# 班氏県
班氏県（はんし-けん）は、中華人民共和国山西省にかつて存在した県。現在の大同市南東部に相当する。
代郡に属し、秦朝により設置され、後漢により廃止された。後漢の班固・班超を出した班氏の発祥地でもある（元帝の末年、班況の代に扶風郡安陵県（現在の陝西省咸陽市）に本貫を変えた）。